# Walter Treser Automobilbau

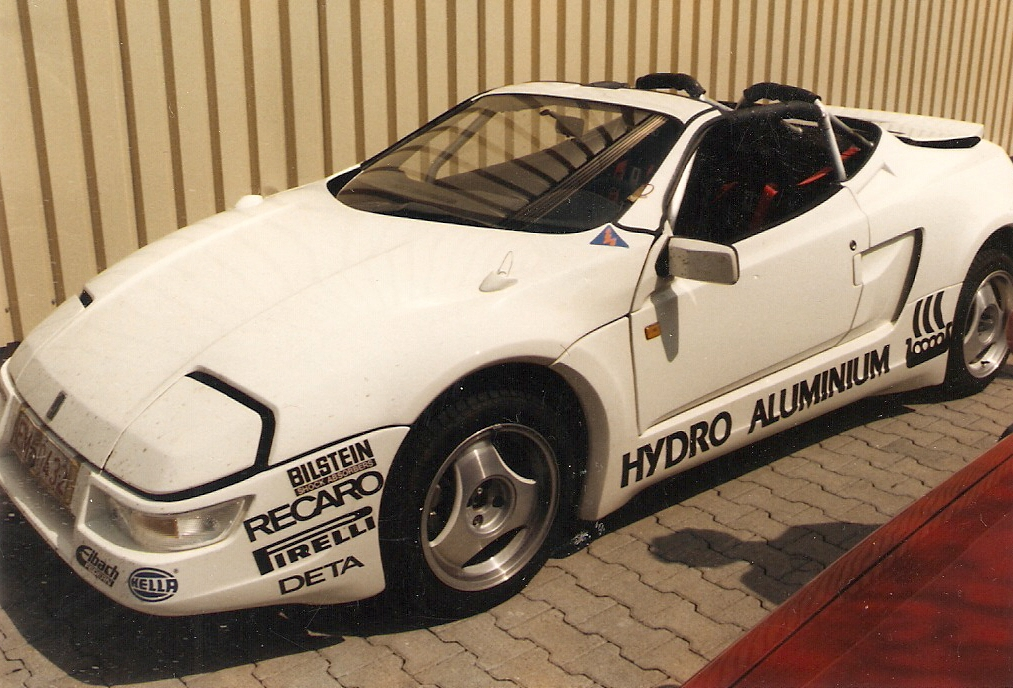
Treser TR-1

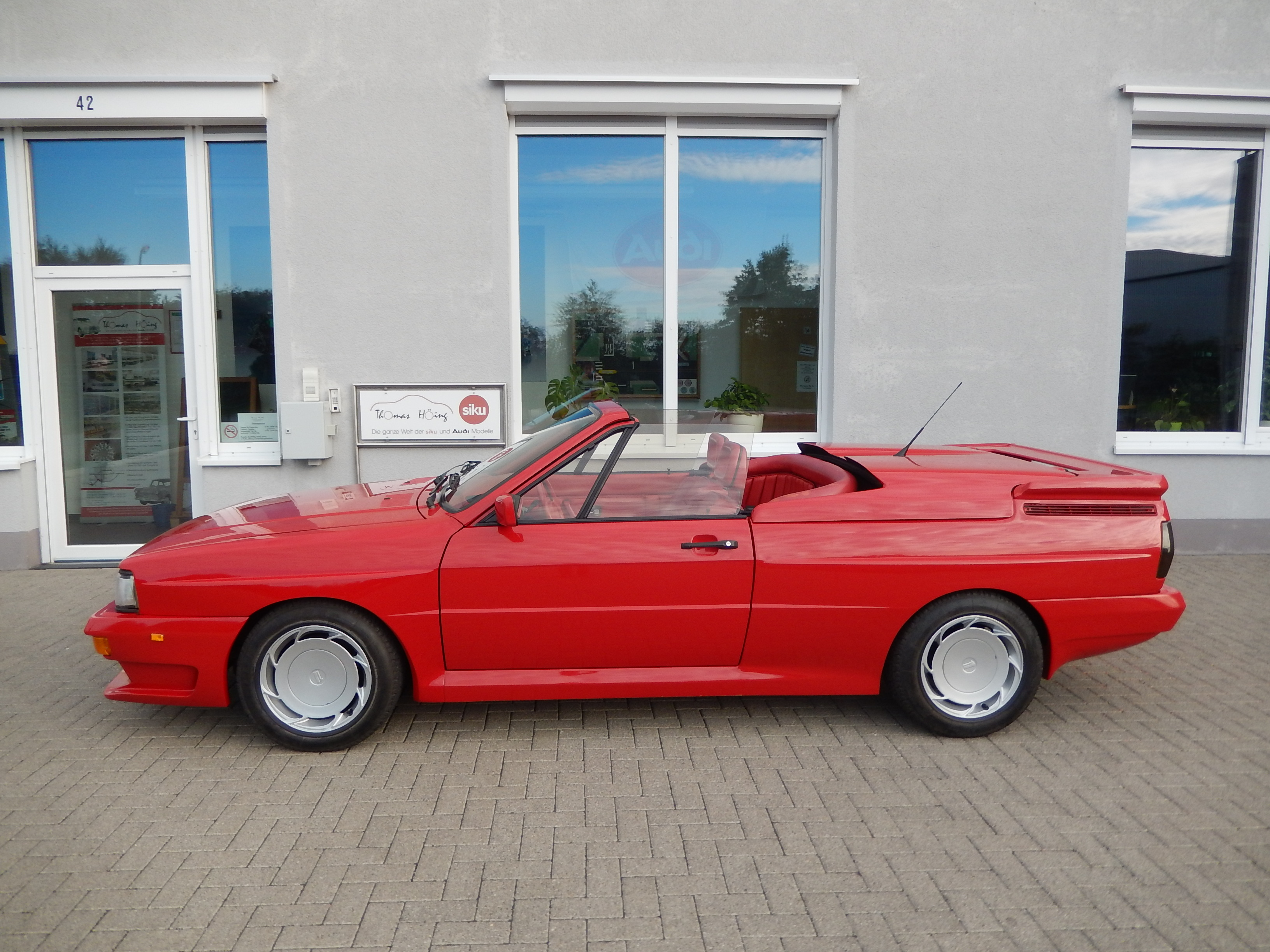
TreserAudi Quattro Roadster

Die Walter Treser Automobilbau GmbH war ein deutscher Hersteller von Automobilen.

## Unternehmensgeschichte
Walter Treser, der bereits seit 1981 die Walter Treser GmbH in Hofstetten bei Ingolstadt betrieb, gründete 1985 das Unternehmen in Berlin. Er stellte zunächst Konzeptfahrzeuge her. 1987 präsentierte er ein eigenständiges Modell. Die Produktion von Automobilen begann. Der Markenname lautete Treser. 1988 endete die Produktion, als das Unternehmen in die Insolvenz geriet.

## Fahrzeuge
Der Treser T1 und TR-1 war ein Zweisitzer mit Körper von Hydro Aluminium. Besonderheit war, dass das Metalldach vollständig hinter den Sitzen versenkt werden konnte und so aus einem Coupé ein Roadster wurde. Für den Antrieb sorgte ein Vierzylindermotor von Volkswagen mit 1800 cm³ Hubraum und Vierventiltechnik, der in Mittelmotorbauweise hinter den Sitzen montiert war. Insgesamt entstanden 25 Fahrzeuge.